# 流川枫
流川枫是日本漫畫及動畫《男兒當入樽》中的主要角色，湘北高中籃球隊的先發球員，是五虎將之一，在隊中的位置是小前鋒。

## 介紹
國中時就讀富士丘中學，因離家近原因，拒絕陵南高中的田岡教練拉攏而就讀湘北高中。
流川雖然是天才型球員，但背地裡非常認真練習，自我要求嚴格，曾對櫻木說：我可是投了好幾百萬顆球的選手。同时他也是最受女生歡迎的球員，有他完全不去理會的啦啦隊－流川親衛隊，（漫畫後期甚至有人數大幅增多的景象）包括赤木晴子在内，導致單戀晴子的櫻木花道敵視。彩子甚至稱兩人為湘北名產『針鋒相對』，流川雖也看氣燄高漲的櫻木不順眼，但內心認同櫻木的才華和堅持。體力不佳是缺點，無法全場保持高爆發力的打法。雖常有妙傳，但也愛黏球自幹（隊友機會極佳才傳、而且碰到挑戰會傾向自幹；主要原因是中學時自幹的效率比傳球好），但進入湘北後終於遇到強力隊友、也漸漸相信及依賴隊友，並在最後領悟到更接近控球後衛等級的傳球能力。
在三井帶人闖體育館時，流川楓是第一個揮拳出手的籃球部成員，但卻也是被打得最慘的人，甚至因失血過多在吃了鐵男的金臂勾之後昏倒。
除了籃球，沒有別的興趣。由於上課都在睡覺，使級任導師非常憤怒，這也是他成績差的理由。
與海南大學附屬高中的比賽中，由於上半場最多落後15分，且赤木剛憲因傷下場，流川一人扛起防守與追分重任獨得25分，將比數追至平手。但下半場因體力不濟只得6分，在比賽最後2分鐘時體力完全透支無法比賽。自知體力不足，在以後上半場比賽時往往選擇保留體力，下半場才全力攻擊。
縣大賽後，獲選為最佳五人之一、最佳新人，平均得分30分，僅次於得分王神宗一郎的30.3分。
原決定前往美國留學深造球技，但安西教練認為他仍比不上仙道，對他的決定作出勸阻，希望他先成為全國最出色的高中選手再去美國。
全國大賽第一輪對上豐玉高中，被有“王牌殺手”之稱的南烈暗算，造成左眼受傷下場。雖然下半場帶傷上陣，但僅能靠著單眼打球比賽，一開始無法掌握遠近感，使得防守和得分略受到影響，但仍不放棄，在南烈再度犯規流川必須罰球時，毅然閉起雙眼孤注一擲，其拚戰精神感動場邊記者。
在電影『THE FIRST SLAM DUNK』山王戰的前一晚，看見刊載澤北榮治的海報時，同樣看著海報的宮城良田說道：「我想看見這傢伙輸球樣子。」，流川接著回答：「我也是。」，接著宮城對流川說道：「這是我第一次和你說話吧？」。
第二輪與山王工業澤北榮治的單挑時，因自己卓越的單打能力而被對手看穿打法、執著於單打獨鬥，導致原本已靠三井連續3分球將差距拉近到8分的湘北再度陷入大幅落後。後來回想起跟仙道對決時的提醒，開始注重團隊合作的重要性，而這也是安西教練所要傳達的意義。在逆境中，他甚至揚起了微微冷笑，宣誓自己要摧毀山王這日本第一的隊伍！因為他開始傳球，讓湘北的進攻變得更為流暢，澤北也因顧忌傳球而防守慢半拍，使得自己的進攻變得更具侵略性。比賽倒數第2球接獲櫻木的傳球投進超前分，被反超回去之後則是傳球給櫻木讓櫻木投進絕殺球。

全國大賽結束後，即花道受背傷休養期間時，他亦加入了日本青年代表隊。原作結局後的黑板漫畫中提到，全國大賽後以遠赴美國為目標開始學英文。
因為流川左肘戴護腕，習慣單打獨鬥，一般認為麥可喬丹設計腳本，而他腳上所穿的球鞋是耐吉所出，air jordan五代球鞋，該款球鞋也因為流川廣為大家收藏。

## 楓PURPLE
另外，灌籃高手作者井上雄彥的出道作『楓PURPLE』，流川楓為這部作品的主角。設定就讀學校名為「北高」，高中2年級籃球社的隊長。還是個不良少年。

## 脚註
1. ↑  灌籃高手單行本第23集47頁